# Plantago argyrea
Plantago argyrea är en grobladsväxtart som beskrevs av Morris. Plantago argyrea ingår i släktet kämpar, och familjen grobladsväxter. Inga underarter finns listade i Catalogue of Life.